# The Brotherhood (Band)
The Brotherhood (englisch für „die Bruderschaft“) war eine einflussreiche HipHop-Band aus London, England. Die Musik von The Brotherhood war stilprägend für den britischen HipHop der 1990er Jahre. Ihr Album Elementalz wird als eines der besten UK-HipHop-Alben aller Zeiten angesehen. Die Gruppe löste sich im Jahre 1998 auf.

## Geschichte
Die Band begann 1984 als loses Kollektiv von rund acht Mitglieder unter dem Namen The Brotherhood VIP, wobei VIP eine Abkürzung für Vagabonds in Power sein sollte. Es handelte sich dabei um einen Zusammenschluss von Rappern, Breakdancern, Graffiti-Künstlern und DJs. Die Mitglieder überschritten dabei Grenzen in puncto Hautfarbe und Religion, da sie schwarze und weiße Mitglieder hatten, die zudem teilweise Moslems und Juden waren. Abgesehen vom Gründungsmitglied Lorenzo (bürgerlich Laurence Knopf, später unter dem Namen Mr Shylok auftretend) verließen alle ursprünglichen Mitglieder die Gruppe in einer einvernehmlichen Trennung im Jahre 1989. 1990 kamen dafür der DJ und Produzent Son of Funk (Jason Roth, später bekannt als DJ Diablo) und Pump Action (später als DJ Crystl bekannt) hinzu, außerdem ein MC namens The Pioneer. In dieser Zusammensetzung und mit der Unterstützung des Musikproduzenten Trevor "The Underdog" Jackson wurde 1991 die erste EP der Gruppe produziert und veröffentlicht. Die Platte war gleichzeitig die erste Veröffentlichung auf dem jungen Label BiteIt!.
1992 verließ DJ Pump Action die Gruppe wieder, um sich in der Drum-&-Bass-Szene neu zu orientieren. Dafür kam als neuer DJ Mr Dexter zur Gruppe hinzu. Die in dieser Konstellation produzierte EP Wayz of the Wise zog sofort Vergleiche mit amerikanischen Rap-Gruppen wie House of Pain und Cypress Hill seitens der britischen Presse nach sich. Nachdem auch The Pioneer die Gruppe verlassen hatte, kam ein langjähriger Freund von Lorenzo, Mr Spyce (Chris Evans) hinzu. Lorenzo änderte seinen Künstlernamen in Mr Shylok – und die Band hatte ihr finales Line-Up mit Mr Dexter, Mr Spyce und Mr Shylok gefunden. Weiterhin handelte es sich jedoch um eine Multi-Kulti-Gruppe, da ein Weißer, ein Schwarzer und ein Mischling nun die Formation bildeten.
Ein unbenanntes White-Label wurde 1993 veröffentlicht, gefolgt von weiteren 12 Tracks auf der EP Brotherhood XXII. Die Band erreichte dadurch einen Bekanntheitsgrad, der Major-Labels aufmerksam werden ließ. So kam es 1995 dazu, dass die Band bei Virgin Records unterzeichnete. Die bald darauf veröffentlichte Single Alphabetical Response war der Vorbote zum 1996 erscheinenden Album Elementalz, auf dem die Gruppe unter anderem mit der Organisten-Legende Brian Auger zusammenarbeitete. Das Album brachte der Gruppe einen Black Music Award als bester Rap-Act ein, auch die Covergestaltung von Dave McKean erhielt breite künstlerische Anerkennung.
Als die Gruppe 1998 bei Blueprint ihre letzte EP veröffentlichte, war bereits ein weiteres Album in Planung, für das sie 20 weitere Tracks produzierte. Einer Veröffentlichung dieser Stücke kam die Auflösung der Gruppe zuvor. Zwei dieser Lieder wurden dann Jahre später auf Compilations veröffentlicht (Hardcore Solution Part 2 (2002) / Underground United Volume 3 (2016)).

## Diskografie
Studioalben und EPs
- 1991: Descendents of the Holocaust EP (Bite It! Recordings)
- 1993: Untitled ’93 LP (White Label, Bite It! Recordings)
- 1993: XXIII EP (Bite It! Recordings)
- 1996: Elementalz (Virgin)
- 1998: Dungeon Town EP (Blueprint)